# 红花锦鸡儿
红花锦鸡儿（学名：Caragana rosea），是一个属于豆科锦鸡儿属的植物物种。